# Nephodia azenia
Nephodia azenia är en fjärilsart som beskrevs av Druce 1892. Nephodia azenia ingår i släktet Nephodia och familjen mätare. Inga underarter finns listade i Catalogue of Life.